# Dynamitka Bohnice
Dynamitka v Bohnicích je bývalý průmyslový areál továrny Dynamit-Fabriken vorm. Alfred Nobel & Company na severním okraji Prahy. Nachází se na pravém břehu Vltavy pod přírodní památkou Zámky, v Zámecké rokli na dolním toku Čimického potoka, mezi osadou Zámky a Bohnicemi. Budovy měly původní čp. 41, 42, 45 až 52.

## Historie

### Do vzniku Československa
Továrna na výrobu dynamitu (vynalezeného roku 1866) byla založena roku 1868 jako první (a zároveň poslední) v Čechách hamburskou společností Alfred Nobel a spol. Z pověření této firmy vyjednával její zástupce Karstens s německým odborníkem na chemické výrobky Augustem Schramem, kterému doporučil pro stavbu odlehlou úzkou rokli u Vltavy při ústí Čimického potoka. Důlní podniky v Čechách i rakousko-uherská vojenská správa měly na založení této továrny zájem, rakouská armáda používala dynamit v armádní výzbroji jako první na světě.
Provoz dynamitky byl zahájen 15. května roku 1870 za osobního dohledu Alfreda Nobela. Areál byl složen z vlastních provozních budov a budov s byty pro dělníky a další personál. Odpad z výroby byl zpracováván na umělá hnojiva.
Už krátce po zahájení výroby se zde odehrálo několik tragédií. Původní provizorní objekty byly úplně zničeny, byla zde však vybudována nová pevnější továrna s mohutnými ochrannými valy. Za první světové války tu pracovalo 500 dělníků.
Denní tisk informoval podrobně o tragédiích v letech 1870, 1871 a 1892. V letech 1879–1892 se v továrně větší neštěstí nestalo.
Na začátku 20. století byla výroba dynamitu přesunuta do alpských údolí a do Pardubic.

### První republika a Protektorát
Po vzniku samostatného Československa se výrobní program zaměřil na průmyslové trhaviny chloratit a astralit. Výroba ale ztrácela význam a provoz továrny byl zcela zastaven. Roku 1923 koupil areál zbrojař František Janeček a pod vedením ředitele ing. Jaroslava Velinského v něm vyráběl ruční granáty s bezpečnostní zápalkou (svůj patentovaný vynález), ohňostroje a další pyrotechniku. Po roce 1939 převzala továrnu německá firma M. Berker a společně s firmou Waffenwerke Brünn (brněnskou zbrojovkou) zde vyráběla střelný prach.

### Po 2. světové válce
Po znárodnění 7. března 1946 byl areál začleněn do n.p. Zbrojovka Brno a roku 1950 pod n.p. Konstrukta Praha (ta zde postavila střelnici). Po ní následoval n.p. Jiskra, který obnovil výrobu pyrotechniky. Od roku 1961 areál patřil n.p. Řempo.
Po roce 1989 byla bývalá továrna vrácena v restituci původnímu majiteli Dynamitky. Později celý objekt koupila italská společnost Dinasta.
V roce 2002 koupila továrnu italská firma Heraklion. Územní plán zde předepisoval rekreační využití. V roce 2010 údajně vlastník žádal o změnu územního plánu na jiný způsob rekreačního využití, více zaměřený na sport a možnosti ubytování. Chtěl odkrýt zatrubněné ústí Čimického potoka a ponechat některé cenné tovární stavby, například výtopnu s komínem upravit třeba na udírnu nebo klub, kde by se smažily ryby, grilovalo by se tam, sedělo by se tam u ohně.
V areálu se dochovaly tři opuštěné stavby a 23 metrů vysoký zděný komín s oktagonálním podstavcem a ozdobnou hlavou.

## Turismus
Kolem dynamitky vede pěší turistická trasa  0005 z Prahy-Troje do Kralup nad Vltavou.

## Ve filmu
Jedna z budovy dynamitky je vidět v 17. dílu seriálu 30 případů majora Zemana s názvem Prokleté dědictví.  Představuje tam sklad barev v areálu kladenských hutí.